# Neopetrobia africana
Neopetrobia africana är en spindeldjursart som beskrevs av Meyer 1987. Neopetrobia africana ingår i släktet Neopetrobia och familjen Tetranychidae. Inga underarter finns listade i Catalogue of Life.